# Until We Die
Until We Die  (рус. «Пока не умрём») — дебютный альбом чешской кельтик-панк-группы Pipes and Pints, выпущенный в 2009 году на двух независимых лейблах; Unrepentant Records в США и Wolverine Records в Европе. Альбом получил положительные отзывы критиков и транслировался на многих известных радиостанциях Песни с пластинки стали странслировать в эфире крупных радиостанциях всего мира; в Европе, Северной и Южной Америке, Японии и Австралии. В поддержку альбома группа провела несколько успешных турне, выступая на одной сцене с многими знаменитыми панк-коллективами.

## Список композиций
| №  | Название           | Длительность |
| -- | ------------------ | ------------ |
| 1. | «Intro – The Gael» | 3:18         |
| 2. | «Lets Go»          | 2:03         |
| 3. | «City By The Sea»  | 2:17         |
| 4. | «All I Know»       | 3:01         |
| 5. | «Kensington Club»  | 3:27         |
| 6. | «Bad Times»        | 2:46         |
| 7. | «Fight The Fight»  | 2:24         |

| №  | Название               | Длительность |
| -- | ---------------------- | ------------ |
| 1. | «When The Pipers Play» | 2:20         |
| 2. | «Heaven And Hell»      | 3:10         |
| 3. | «Braveheart»           | 3:03         |
| 4. | «Criticized»           | 3:57         |
| 5. | «Different Way»        | 3:55         |
| 6. | «Where Is My America?» | 3:37         |

## Участники записи
- Войтех Калина — волынка, бэк-вокал
- Томаш Новотный — гитара, бэк-вокал
- Лукас Винцоур — ударные, бэк-вокал
- Сайко Майк — лид-вокал
- Одра Бэлвин — бас-гитара